# 威州 (四川省)
威州（いしゅう）は、中国にかつて存在した州。宋代から清代にかけて、現在の四川省理県一帯に設置された。

## 概要
1036年（景祐3年）、北宋により維州は威州と改称された。威州は成都府路に属し、保寧・通化の2県と保州・覇州の2羈縻州を管轄した。
元のとき、威州は成都路に属し、通化県を管轄した。
明のとき、威州は成都府に属し、保県を管轄した。
1728年（雍正6年）、清により威州は廃止されたが、保県は茂州直隷州に転属した。1801年（嘉慶6年）、保県は廃止され、雑谷直隷庁に編入された。1803年（嘉慶8年）、雑谷直隷庁は理番直隷庁と改称された。